# 凛音涼子
凛音 涼子（りんね りょうこ、1987年6月5日 - ）は、日本のAV女優。アスタープロモーション所属。

## 略歴・人物
2008年にAVデビュー。

## 出演作品

### アダルトビデオ
2008年
- ネットカフェ羞恥!店長権限でアルバイトギャルにエロどっきりを本当に仕掛けてみた!! （12月4日、GARCON）
- 「もう目が離せない!フニャチンから勃起するまでの一部始終を見てしまった美淑女に言葉はいらない!」 （12月4日、DANDY）…オムニバス作品

2009年
- 全国最強ギャルサーリーダー対抗 キャットファイト チャンピオンカーニバル!! （1月1日、GARCON）
- 女体性虐史 憲兵に目をつけられた新妻 （1月8日、ヒビノ）
- ギャルだらけの逆チカン路線バス! vol.03 （1月8日、GARCON）
- カップルの彼氏・彼女をムリヤリ入れ替え! 強制スワッピングゲーム!! （1月13日、はじめ企画）
- 女スパイ VS 女捜査官 拘束陵辱対戦 （2月5日、ヒビノ）
- 巨乳女狩り 36 （2月7日（レンタル）／3月6日（セル）、クリスタル映像）
- 素人ギャルズ [LEVEL A] Ver.28 （2月27日、アリスJAPAN）…オムニバス作品
- 痴漢OK娘 VOL.4 （3月5日、ナチュラルハイ）…オムニバス作品
- 渋谷BLACK VS 関東ギャルサー連合 伝説の最強ギャルサー渋谷BLACK復活なるか!? （3月5日、GARCON）
- 日本国民 全裸の日 2 （3月5日、アキノリ）
- 会員制リゾートクラブ ホテル＆スパリゾートレディのお仕事 （3月19日、SODクリエイト）
- 美人姉妹LOVEストーリー （3月20日、LADIES♀ROOM）
- あのスケベな巨乳お姉さんは、アイツの会社の秘書らしい。 8 （3月30日、ウィークエンダー）
- 転校したら男は僕一人ぼっちだった…。 6 （4月4日、アキノリ）
- 続 友達の母親 （4月9日、センタービレッジ）
- OL援交の全記録 03 大手上場派遣会社勤務 Hカップ 涼子 （5月1日、カルマ）
- 巨乳ギャルだらけのスイミングクラブに男ひとりで入会して、泳げないフリすればモテモテになれるか…を本当に試してみた!! （5月7日、GARCON）
- ザ・ギャルナン 12 （5月21日、グローリークエスト）…オムニバス作品
- 巨乳ギャルレズレスリング!! （6月4日、GARCON）
- Gcup 爆乳 凛音涼子 （6月5日、映天）
- 近親相姦 母子受精 （6月15日、小林興業）
- ニーハイブーツしか見たくない! 4時間 （6月26日、TMA）…オムニバス作品
- これがウワサのドリームサービス! 風俗タクシー発射しま〜す 5 （6月26日、チェリーズ）
- キレイで大人のお姉さん限定　過激でHなレズナンパ 4 （7月1日、V）…オムニバス作品
- 「占いを信じる女は簡単にヤレる」らしいので見よう見まねで占い師をやってみたら、次々に女がやって来てオッサンな俺でも若い女をいっぱい喰えた! （7月9日、Hunter）…オムニバス作品
- 長身黒ストッキング女子社員 2 （7月17日、GLAY'z）…オムニバス作品
- 彼氏の行動が許せない彼女を寝取っちゃえ! （7月23日、アイエナジー）…オムニバス作品
- 妖艶熟女の快楽淫語責め （8月13日、AVS）
- 悪妻陵辱 （8月20日、AROUND）
- スリップの女 VOL.4 （8月21日、映天）
- ギャルフェラチオ 21人 （9月3日、グローリークエスト）…オムニバス作品
- 中出し近親相姦 母子熱愛 （9月10日、センタービレッジ）
- 緊急指令とにかく美人で巨乳な娘をGETして来いッ （9月13日、カルマ）…オムニバス作品
- 団地で美人妻をナンパして自宅へおじゃま交尾中出し （9月16日、ロータス）…オムニバス作品
- 尻コキ射精天国 3 （9月18日、実録出版）…オムニバス作品
- あの頃憧れていたミスキャンパスを口説き落として中出ししたいんだ!! （9月19日、V&Rプロダクツ）…オムニバス作品
- 個人授業 〜憧れのおばさん 凛音涼子31歳〜 （9月24日、センタービレッジ）
- 凛音涼子 31歳 （10月1日、ヴィーナス）
- 旦那の同僚に脅されて （10月22日、タカラ映像）
- m○xiで出会った若妻を上京させて、朝までハメまくりイキまくりねっとりセックス （10月23日、Nadeshiko）
- 溢れだす美熟女の泉 〜指圧院の見習いマッサージ師・涼子〜 （10月25日、マドンナ）
- 近親相姦 母に凌辱された息子 （10月29日、センタービレッジ）
- 近親相姦 今時の継母は息子に何度も噴かされる （11月19日、ヴィーナス）
- 嫁姑レズ調教 （12月25日、マドンナ）

2011年
- スリップ 着せてやり放題 援交おやじの生録画（6月20日、EROTIC STONES FILMS）他出演:佐々木涼(石山リョウ)